# Бункери Путіна
Бункер Путіна (або бункери президента Російської Федерації; бункери уряду Російської Федерації) — термін, що позначає підземні захисні споруди для укриття президента Російської Федерації та вищого політичного керівництва на випадок ядерної війни.

## Передісторія

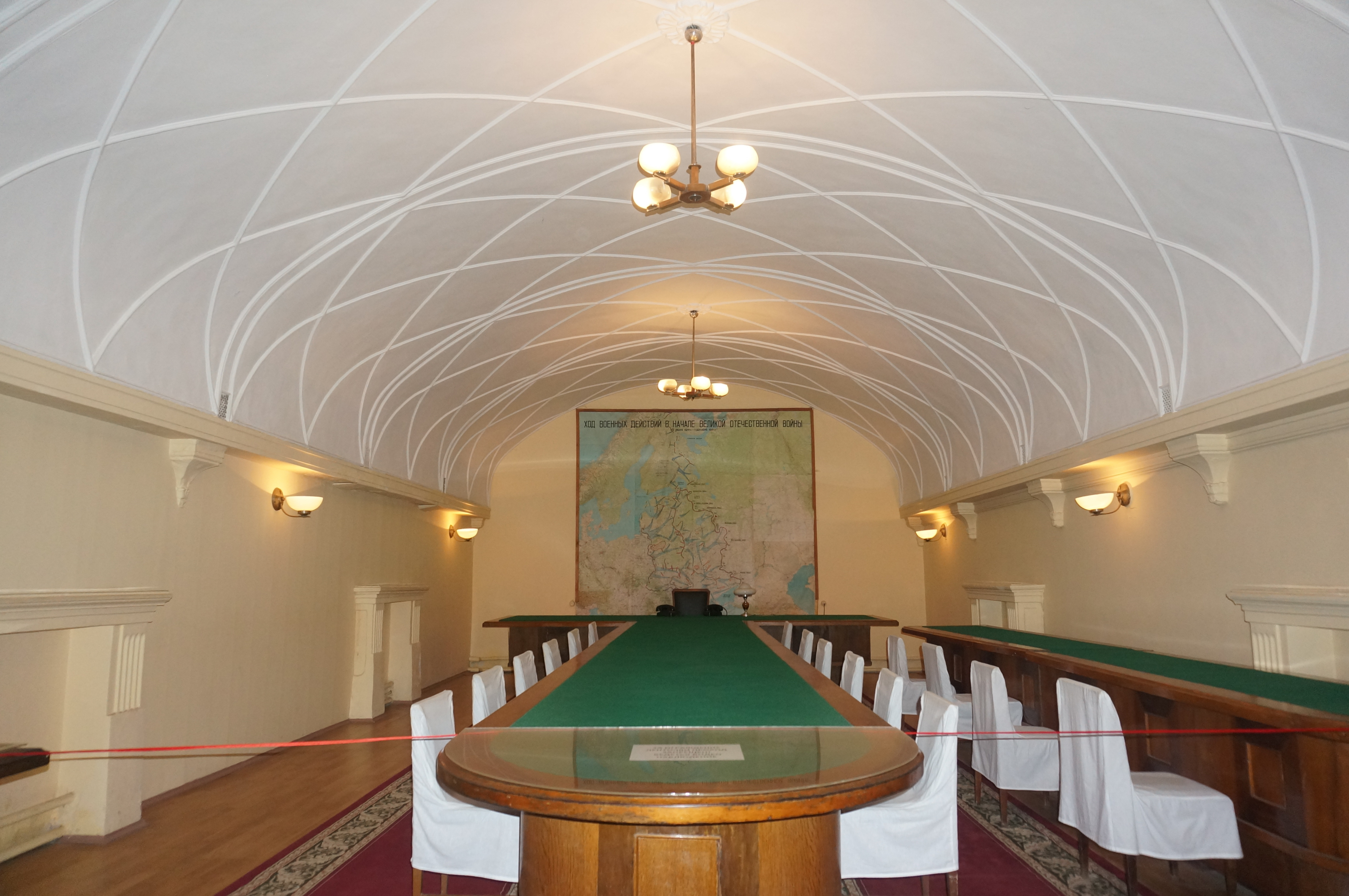
Бункер Сталіна (Самара)

Бункери перших осіб держави зводилися ще XX столітті. Існує ряд споруд, що входять до системи «Периметр». Секретних об'єктів по столиці Росії, закріплених за компанією «Трансінжбуд» — декілька десятків: Лучників провулок (неподалік Луб'янки), Хрестовоздвиженський (біля Міноборони), Таганка (поряд із бункером Сталіна), багато сконцентровано навколо колишнього пустиря, який дигери називають «Раменки-43». «Трансінжбуд» був задуманий як організація зі створення шахтних пускових установок ракет, і хоча формально її фахівці займаються будівництвом метро, в судах за їх позовами як третя особа періодично виступає ГУСП, у тому числі проти дигерів. Спеціальні об'єкти перебувають у віданні ФСБ та ГУСП — Головного управління спеціальних програм президента Росії. До останнього належить «Управління будівництва № 30» (колишній ФГУП), чиї будівельники з 2008 по 2010 роки прокладали тунелі під палацовим комплексом неподалік Геленджика.
З 2020 року розконсервували об'єкт у Міжгор'є, активізувалися будівельні роботи у Раменках, почали укладати нові держконтракти — за повіркою приладів радіаційної та хімічної розвідки. «Трансінжбуд» на замовлення військової частини ГУСП за 112 млн рублів забезпечив столичний притулок системою контролю параметрів повітряного середовища (СКПВС), яка призначена для автоматичного безперервного дистанційного контролю радіаційної обстановки та вимірювання рівнів іонізуючих випромінювань. Наприкінці березня 2022 року, після того, як виникла реальна загроза того, що війна в Україні перетвориться на ядерну, літаки льотного загону «Росія», підпорядкованого управлінню справами президента РФ, продемонстрували аномальну активність. Навіть ті лайнери, що піднімаються в повітря досить рідко, одночасно злетіли в небо та раптово взяли курс у внутрішні регіони. Один тільки борт RA-61716, який зазвичай курсував між Москвою, Санкт-Петербургом та Сочі, всього за тиждень навідався до Єкатеринбурга і двічі до Уфи. У ті ж дні інший літак загону «Росія» — RA-96017 — крім Єкатеринбурга був помічений ще й в Магнітогорську.

## Бункери
- Бункер під Кремлем (Бункер № 1). Про цей бункер американська розвідка дізналася ще на початку 2000-х років. Він розташований на глибині 200—300 метрів[3]. Вважається, що цей бункер почали будувати у 1950-х роках невдовзі після випробувань атомної бомби. Місткість (імовірно) до 10 тис. осіб та запас життєзабезпечення на кілька місяців після можливої ядерної атаки. З'єднаний за допомогою Метро-2 з бункером поблизу МДУ імені М. В. Ломоносова (бункер № 2) та з аеропортом Внуково[4].
- Бункер поблизу МДУ (Раменки-43). Схожий на бункер під Кремлем. Місткість (імовірно) до 10 тисяч осіб та запас життєзабезпечення на кілька місяців після можливої ядерної атаки. За іншими даними, бункер може вмістити до 50 тисяч осіб протягом 30 років[5]. З'єднаний за допомогою Метро-2 з бункером під Кремлем (бункером № 1) та з аеропортом Внуково[4]. Біля головної будівлі МДУ є великий пустир і «Time» в 1992 році написав про нібито наявність там підземного міста Раменки-43[6].
- Бункер в Ново-Огарьові. Про цей бункер на території резиденції в Ново-Огарьово розповів російсько-український політики Ілля Пономарьов[4].
- Бункер під горою Ямантау. Дана споруда розташована в закритому уральському місті Міжгор'ї, в Башкирії[7][8]. Містоутворюючим підприємством є «Управління будівництва № 30» (колишній ФГУП), яке з 1979 року займається «проєктуванням та будівництвом об'єктів промислового, цивільного та соціального призначення, спеціальних підземних споруд камерного типу, тунелів, метрополітенів, вертикальних та похилих шахтних стволів»[1]. Після розпаду СРСР спочатку проєкт був заморожений[9]. На супутникових знімках 1995 року видно будівництво нової військової інфраструктури на горі Ямантау, але на запит США про те, що там будується, Росія відповісти відмовилася[10]. Популярність дана споруда отримала в 1996 році після публікації в The New York Times[11]. Над Ямантау, як і над палацом під Геленджиком, встановлена безпольотна зона[1].
- Бункер «Грот». Дана споруда розташована в Свердловській області, під горою Косьвинський Камінь. Спочатку побудований для аналізу даних радіоцентрів та центрів космічного зв'язку[12].
- Бункер під санаторієм «Газпрому» («Алтайське подвір'я»). Передбачається, що бункер знаходиться в горах Республіки Алтай, приблизно за 4000 км від Москви[13]. Знаходиться поруч зі злиттям річок Урсул та Катунь під санаторієм « Газпрому»[14]. Збудований «Газпромом». Під час пандемії COVID-19 місцеві жителі неодноразово бачили біля цієї гори президентський гелікоптер[9].
- Ще два бункери знаходяться за 60 км на південь від Москви. Тут зберігається кисень, їжа, паливо, засоби зв'язку[15].

## Офіційна реакція
13 грудня 2020 року прес-секретар президента Росії Дмитро Пєсков повідомив, що Володимир Путін живе там, «де він жив і до пандемії», тобто в резиденції «Ново-Огарьова». 18 грудня того ж року Пєсков виключив можливість роботи Путіна в бункері, а 29 грудня назвав висновки про існування бункера Путіна «дурнею абсолютною».
У квітні 2021 року прес-секретар президента РФ спростував дані, що з'явилися в ЗМІ, про підготовку щорічного послання глави держави Федеральним зборам у якомусь «секретному бункері», заявивши, що підготовка до послання Путіна ведеться в Кремлі, а не в «бункері». За словами Пєскова, навпроти Білого дому в Москві через річку знаходиться «ніякий не бункер і ніякий не секретний», а комплекс готелю «Україна».